# Кривая дамба (остров)
Кривая дамба — необитаемый искусственный остров в центре Большого порта Санкт-Петербург. Возник в результате насыпных работ при строительстве Большого порта в 1870-е годы. Расположен в муниципальном округе Автово Кировского района Санкт-Петербурга. Длина острова составляет около 1 км, ширина не более 100 метров. Расположен в устье реки Екатерингофки, между южной оконечностью Гутуевского острова и вытянутым в сторону Финского залив полуостровом Лесной мол.
Имеются планы как ликвидации острова в связи с расширением порта, поскольку остров мешает маневрированию судов в порту, так и хозяйственного использования острова. Эти планы периодически меняются из-за различных сложностей.. По состоянию на 2013 год снос острова оценивался не менее чем в 10 млрд рублей.